# Молодой Шерлок
«Молодой Шерлок» (англ. Young Sherlock) — будущий детективный сериал британского режиссёра Гая Ричи, экранизация серии романов Энди Лейна «Молодой Шерлок Холмс». Главную роль в нём исполнит Хиро Файнс-Тиффин. Работа над сериалом началась в 2024 году, съёмки закончились в конце февраля 2025 года. Премьера состоится на Prime Video.

## Сюжет
Литературной основой сценария сериала стала серия романов британского писателя Энди Лейна «Молодой Шерлок Холмс», в которой речь идёт о юности знаменитого сыщика. Ричи пообещал «раскрыть тайну этого загадочного персонажа, выяснить, что им движет, и узнать, как он стал гением, которого мы все любим».
Известно, что в первом сезоне сериала Холмс раскрывает убийство, совершённое в Оксфордском университете.

## В ролях
- Хиро Файнс-Тиффин — Шерлок Холмс
- Джозеф Файнс
- Наташа Макэлхоун
- Цэн Цзинэ — Гулун Шуан

## Производство и релиз
О начале работы над сериалом стало известно в мае 2024 года. Гай Ричи, до этого снявший о Шерлоке Холмсе два полнометражных фильма с Робертом Дауни-младшим в главной роли, теперь решил обратиться к другому формату. Известно, что первый сезон сериала будет включать восемь серий. Ричи стал режиссёром и исполнительным продюсером, вместе с ним проект продюсируют Мэттью Паркхилл (он пишет сценарий), Саймон Келтон из Inspirational Entertainment, Айвен Аткинсон и Симон Максвелл из Motive Pictures, Дхана Гилберт, Колин Уилсон и Марк Рестегини из Amazon. Главную роль сыграет Хиро Файнс-Тиффин, который до этого появлялся в одном из фильмов Ричи — «Министерство неджентльменских дел».
Съёмки шли в Великобритании, Испании. Премьера шоу состоится на стриминговом сервисе Prime Video.